# Мучник Олександр Геннадійович
Олекса́ндр Генна́дійович Мучник (10 травня 1954, Одеса, УРСР) — український правознавець, правозахисник, журналіст, філантроп.
Автор книги «Філософія гідності, свободи та прав людини».
Один із фундаторів, президент Фонду соціальної допомоги імені доктора Ф. П. Гааза.
Президент Інституту демократії та прав людини.
Науковий консультант Президента України з питань конституційного права (2002—2005). Заслужений юрист України.

## Освіта
Навчався з 1976 по 1981 рік на юридичному факультеті Одеського державного університету імені І. І. Мечнікова (ОДУ). Отримав диплом з відзнакою (тема дипломного проєкту: «Логіка „Капіталу“ Карла Маркса у дослідженні права»).

## Професійна діяльність

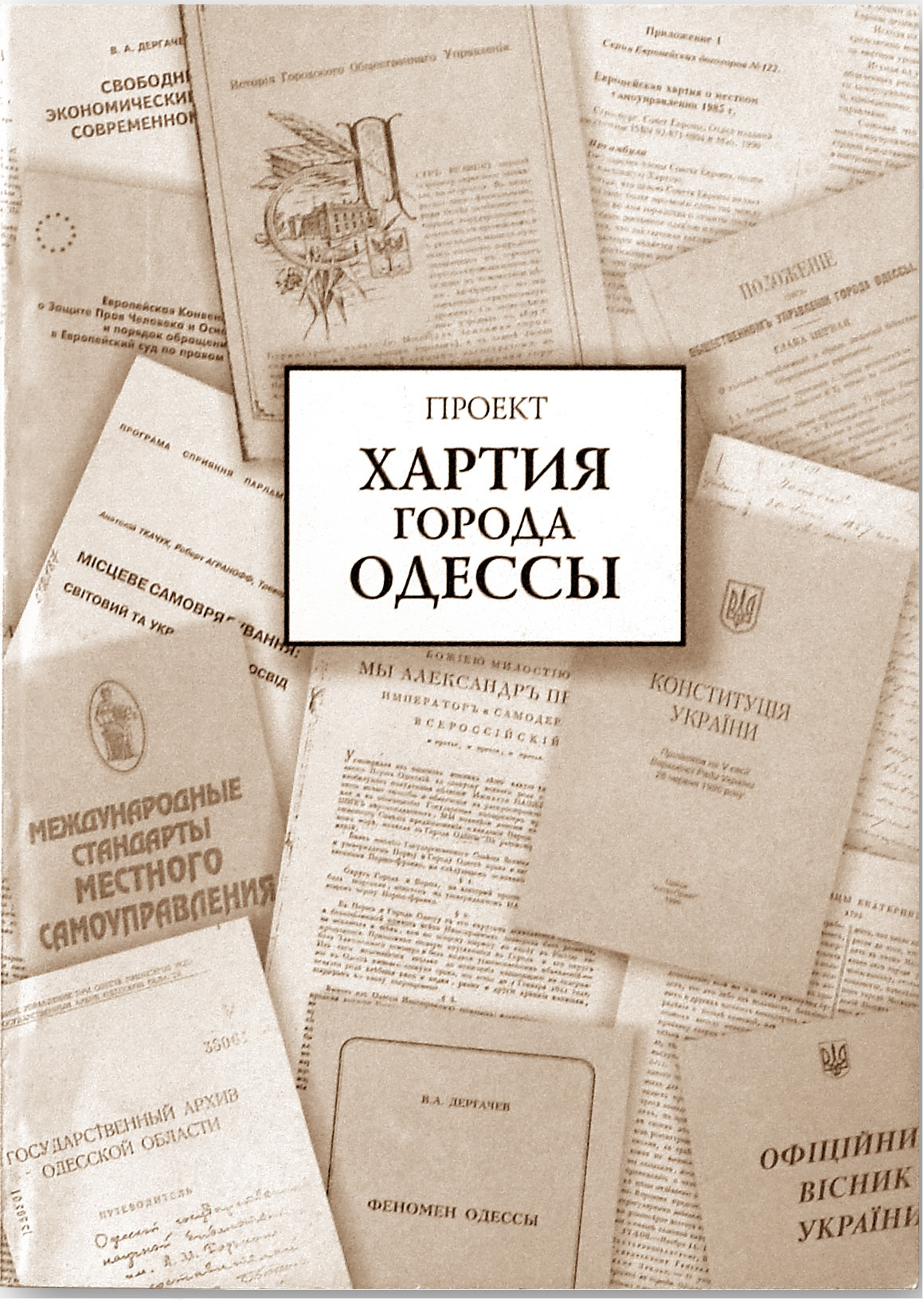

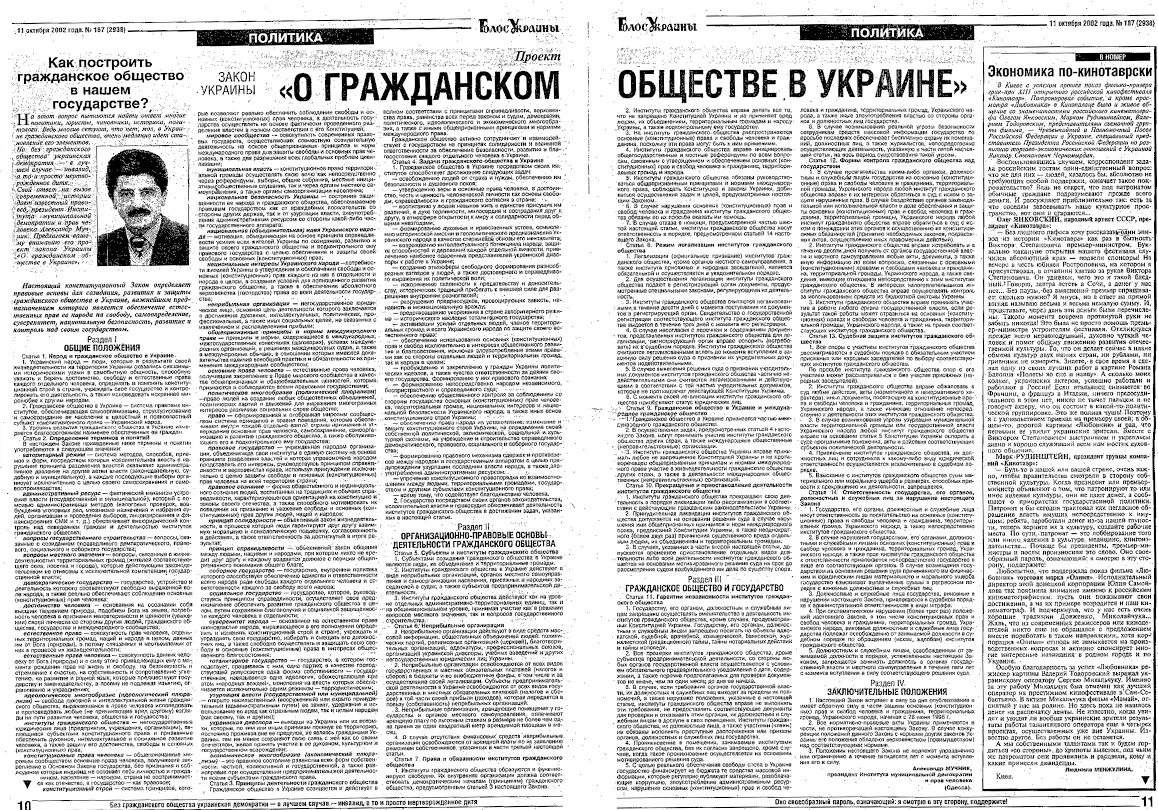
Газета «Голос України», № 187 від 11.10.2002 р.

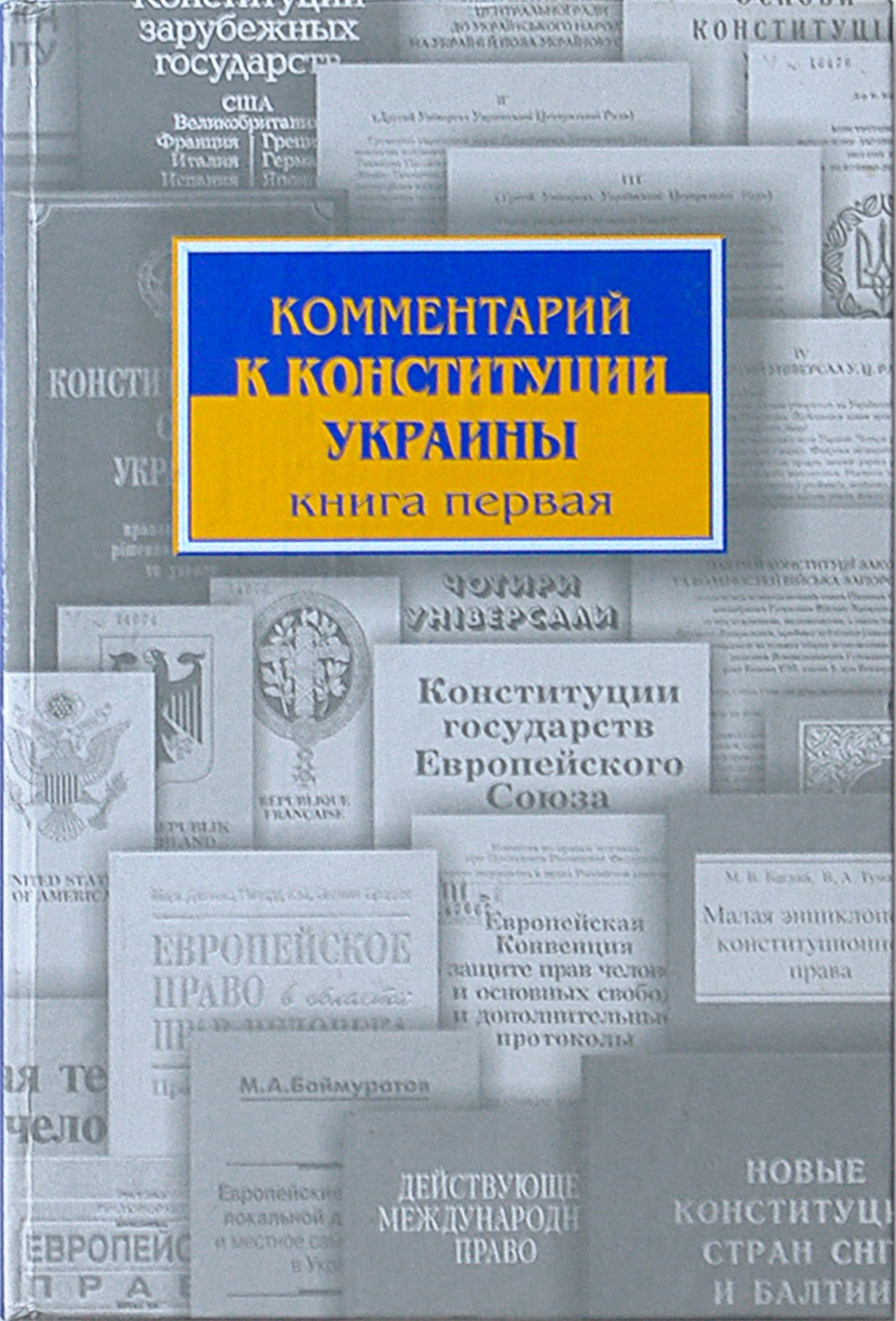

З 1981 року працював юрисконсультом, адвокатом та президентом юридичної фірми «ФСП-А».
У 1989—1991 роках — помічник з питань прав людини народного депутата СРСР 12 скликання, члена Президії Верховної Ради СРСР, ректора ОДУ Ігоря Петровича Зелінського.
З 2000 року — президент Інституту демократії та прав людини.
З 2002 по 2010 рік працював на державній службі: радником Прем'єр-міністра України, науковим консультантом Президента України, радником Першого віце-прем'єр-міністра України, радником Секретаря РНБО України, радником Міністра внутрішніх справ України, радником Міністра Кабінету Міністрів України. Державний службовець 3-го рангу.
З 1999 року спеціалізується у сфері конституційного права.
У 1999 році розробив проект Хартії міста Одеси, у 2001 році — проект Закону України «Про громадянське суспільство в Україні», який був оприлюднений в офіційному друкованому органі парламенту України.
У 2000 та 2003 роках Парламентським видавництвом Верховної Ради України було двічі видано його книгу «Коментар до Конституції України (книга перша)», рекомендовану Міністерством освіти і науки України як навчальний посібник для студентів вищих навчальних закладів України. Автором вступного слова до другого видання книги виступив 2-й Президент України Л. Д. Кучма. Задля правової просвіти книга була подарована бібліотекам шкіл міста Києва (19.11.2003 р.), вищих навчальних закладів (19.11.2004 р.) та центральних органів державної влади України.
У 2003 році за дорученням першого помічника Президента України розробив проект Конституції України у новій редакції.
Є ініціатором (15.11.2005 р.) розробки Стратегії національної безпеки України, а також членом робочої групи з її складання.
Є ініціатором (15.12.2005 р.) розробки проекту нового єдиного системного Закону України «Про національну безпеку України», а також членом робочої групи з підготовки проекту Закону України «Про національну безпеку України».
У 2008 році брав участь у роботі Національної конституційної ради, створеної Указом Президента України № 1294/2007 від 27.12. 2007 р.
Є автором низки коментарів до основних прав із Загальної декларації прав людини: «Право на недоторканість людської гідності», «Право на свободу», «Право на особисту недоторканність», «Право на недоторканність особистого і сімейного життя, житла та комунікацій людини», «Право на повстання».
Є послідовним прихильником прямої референдумної демократії, а також повсюдної і всебічної правової просвіти громадян України.

## Творча діяльність

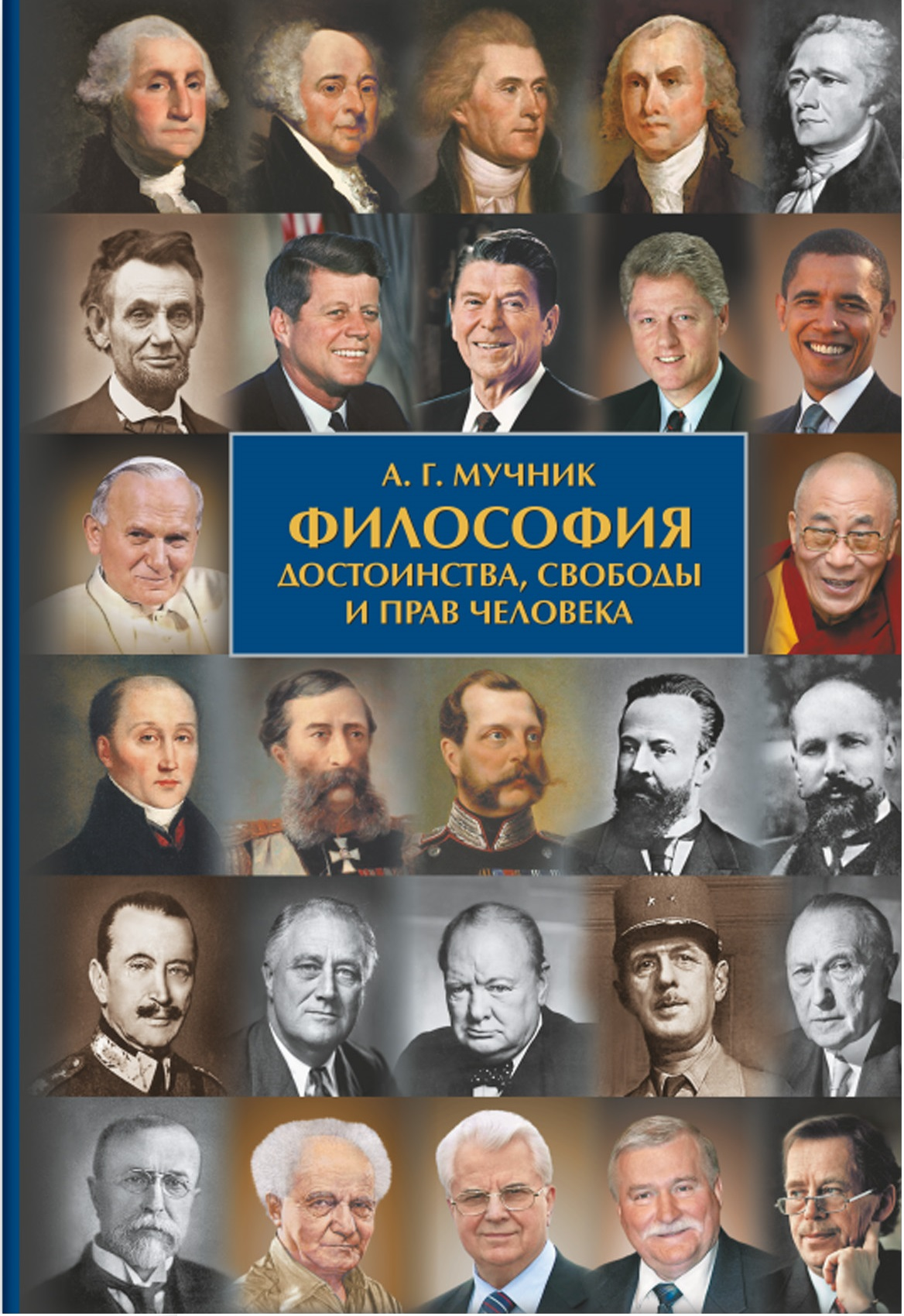

З 1983 по 1991 рр. — член Асоціації молодих вчених-політологів СРСР, очолювану доктором юридичних наук, членом-кореспондентом АН СРСР, радником Президента СРСР Г. Х. Шахназаровим.
У 2009 році у Парламентському видавництві Верховної Ради України побачила світ його книга «Філософія гідності, свободи та прав людини». Передмову до другого видання книги написав 1-й Президент України Л. М. Кравчук, її рецензентами стали директор Інституту проблем національної безпеки України, академік НАН України В. П. Горбулін та директор Інституту законодавства Верховної Ради України, член-кореспондент НАН України О. Л. Копиленко, перший ректор Юридичного інституту в складі ОДУ, доктор юридичних наук, професор, академік АПрН України А. С. Васильєв, а також доктор юридичних наук, професор І. В. Постіка.
Книга присвячена дослідженню гідності, свободи та прав людини як здобутку усього людства. У ній стверджується нерозривний зв'язок між торжеством цих правових цінностей та долею будь-якої людини, етносу, нації. Вищу форму виявлення людської гідності автор вбачає у здатності особистості до самопожертви задля порятунку інших людей, заради своєї Вітчизни. При цьому рівень поваги до гідності людини у відповідній країні світу досліджувався автором на тлі численних історичних даних про відношення того чи іншого народу до своїх співвітчизників — євреїв — напередодні та в роки Голокосту.
У висновку до книги автор так сформулював основну ідею своєї праці: там, де поважають гідність, шанують свободу та захищають права індивіда, кожен буде почувати себе людиною, а населення країни — народом.
Книга «Філософія гідності, свободи та прав людини» була подарована бібліотекам шкіл, низки найкращих університетів України та світу, а також значнішим національним бібліотекам України, Росії, США, Великої Британії та Ізраїлю.
За роки дослідницької діяльності висунув та обґрунтував низку творчих правових ідей та концепцій, зокрема:
- ідею організації місцевого самоврядування у місті Одесі з урахуванням самобутньої історії міста (проект Хартії міста Одеси)[15][17];
- ідею розбудови громадянського суспільства в країні за допомогою видання спеціального конституційного закону (проект Закону України «Про громадянське суспільство в Україні»)[2][16][17];
- концепцію створення вільної економічної зони в Одесі в якості етапу інтеграції України до Європейського Союзу[17][51];
- систему категорій, що пояснює сутність економічного укладу, державного устрою та політичної системи, що були встановлені в Україні: («номенклатурна олігархія», «номенклатурна приватизація», «номенклатурний капіталізм», «номенклатурне право», «номенклатурний правопорядок», «квазізаконодавство», «квазідержава» та «Українська Система»)[1][2][52];
- концепцію конституційної політології[2][53];
- ідею взаємозв'язку форми правління і історичної долі відповідного народу[54];
- концепцію напівпрезидентської республіки в Україні[18];
- концепцію фіктивності держави — «квазідержава»[55][56];
- концепцію «культури гідності»[2][57][58];
- версію конфіскації загальнонародної власності (національного багатства), прикритої евфемізмом «приватизація державного майна»[59];
- концепцію націоналізації неправомірно конфіскованої загальнонародної власності[60];
- концепцію конституційно-правової[19][61][62][63][64][65] та судової[66][67][68][69] реформи в Україні;
- концепцію порядності як джерела права[70];
- концепцію національної ідеї[71];
- ідею створення інституту омбудсмена в складі Одеської обласної державної адміністрації[3][4][5][72][73][74][75];
- конституційно-правову версію виходу Української РСР зі складу Радянського Союзу[76].

## Громадська, філантропічна діяльність

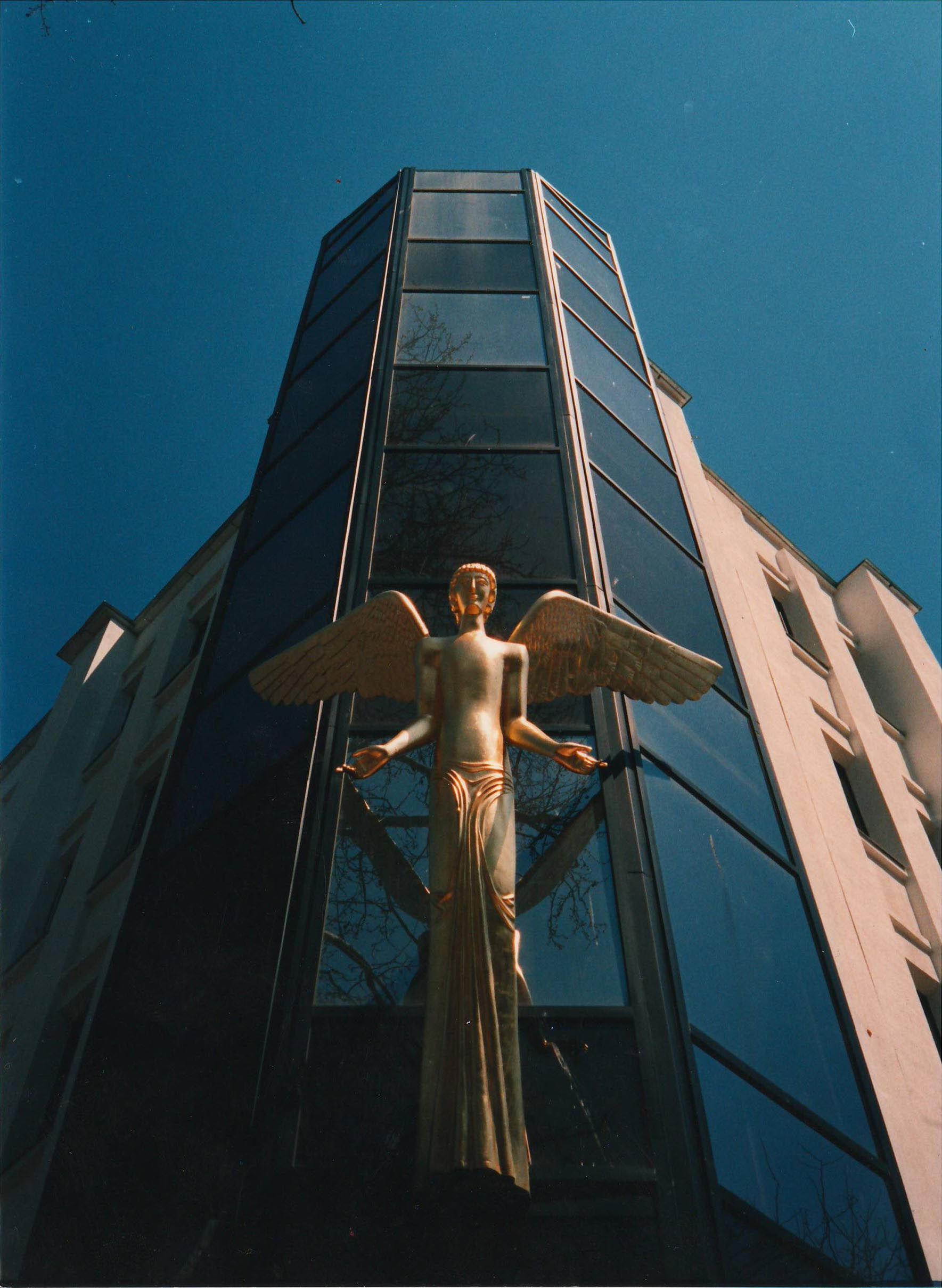

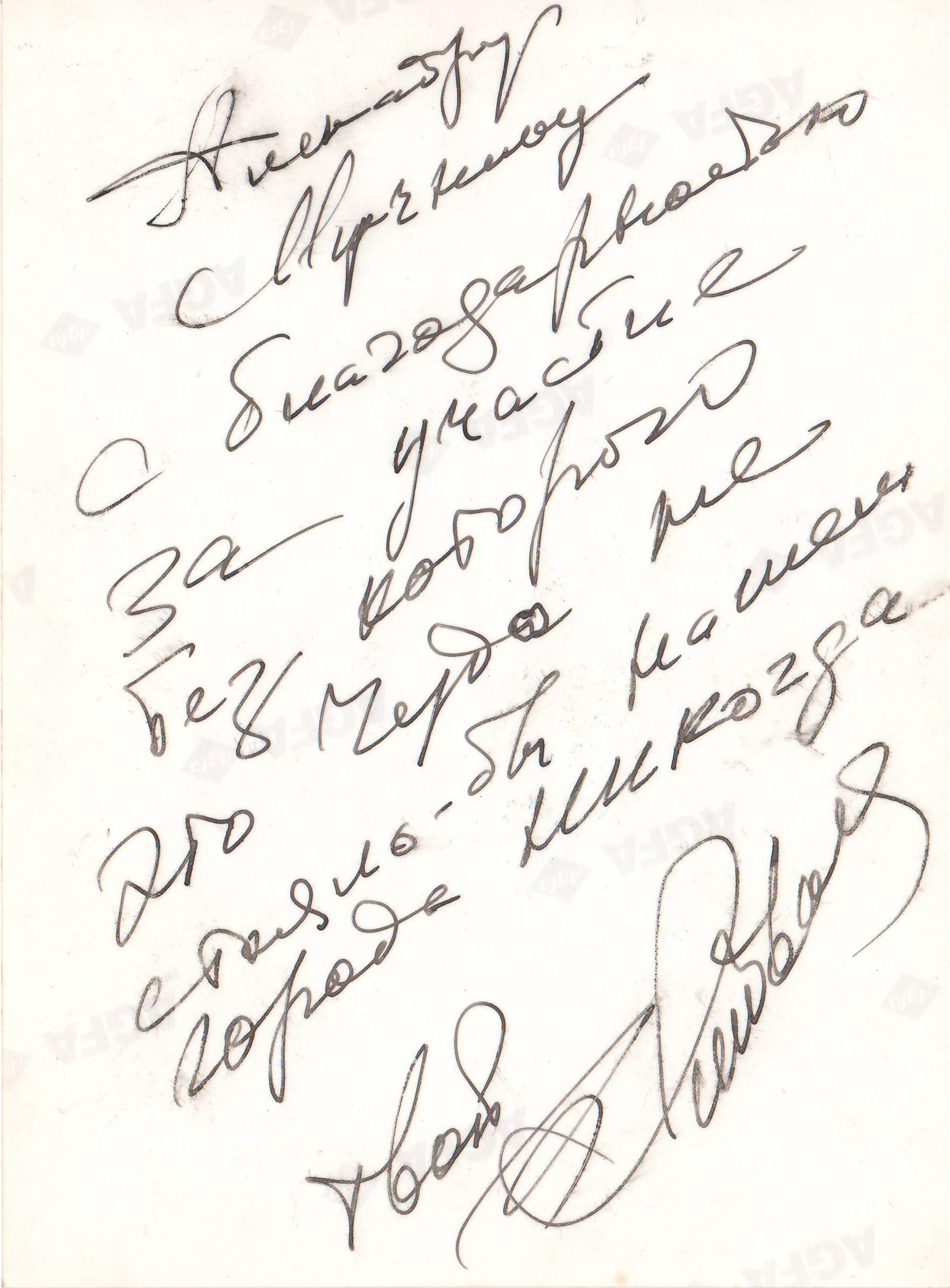
Автограф Героя України Бориса Давидовича Літвака

Один з основоположників, президент Фонду соціальної допомоги імені доктора Ф. П. Гааза.
Його діяльність на чолі фонду отримала міжнародне визнання: 28 травня 1991 р. Мучник О. Г. виступив із доповіддю про історію створення та систему діяльності фонду у Центрі з вивчення філантропічної діяльності (Нью-Йорк, США), який видав й розповсюдив брошуру про фонд серед благодійних організацій США, а 15 липня 1991 р. — зробив повідомлення про благодійну діяльність фонду у Департаменті ООН у Відні (Австрія).
Ініціатор створення Інституту медичної реабілітації дітей з ураженням центральної нервової системи імені Януша Корчака.
Сприяв Герою України Борису Давидовичу Літваку під час створення Центру реабілітації дітей-інвалідів «Майбутнє», більш відомого як «Будинок з ангелом».
З 2003 по 2006 рік був організатором та координатором загальнодержавного проекту «Молодіжна рада з прав людини та розвитку громадянського суспільства [Архівовано 4 березня 2016 у Wayback Machine.]», яка діяла за участю студентів юридичних факультетів та вишів України під патронатом Адміністрації Президента України, Ради національної безпеки і оборони України, Національного інституту стратегічних досліджень при Президенті України.
Виступив організатором циклу телевізійних програм (2011 р.) за участю студентів юридичних факультетів та вишів Одеси, присвячений конституційно-правовій реформі в Україні. Передачі транслювалися по супутниковому каналу «ОК» на декілька країн світу. З вступним словом до глядачів першої передачі звернувся 1-й Президент України Л. М. Кравчук, до другої — екс-спікер Верховної Ради А. А. Мороз, до четвертої — голова Центральної виборчої комісії України В. Н. Шаповал.
У 1995 році балотувався до парламенту України по Центральному виборчому округу № 302 міста Одеси: за кількістю поданих голосів виборців посів перше місце, друге місце дісталося голові правління Першого українського міжнародного банку, майбутньому Міністрові фінансів України І. О. Юшко. Вибори згідно з правилами чинного на той час виборчого законодавства України були визнані такими, що не відбулися.
Депутат Одеської міської ради III скликання (1998—2002).

## Журналістська діяльність
Член Національної спілки журналістів України.
Виступив основоположником жанру правової публіцистики в Україні. При цьому найбільший резонанс викликали статті: «Українська Система»; «Держава чи квазідержава?» ; «Приватизація чи конфіскація?»; «Відповімо на конфіскацію націоналізацією»; «Державна мова: засіб єднання чи ворожнечі?»; «Унітарна нетерпимість чи федеративне добросусідство?».
За твердженням Мучника правова публіцистика стала для нього найбільш прийнятною формою для творчого розвитку концепції конституційної політології, яку він розуміє як процес дослідження поточних політичних подій, що кояться в країні, у системі координат безперервного протистояння юридичної та фактичної конституцій.
В деяких публікаціях мали місце попередження про загрозу майбутнього розпаду держави, громадянської війни та етнічних чисток в Україні. Зокрема, подібне пророцтво лунало у статтях: «Як робити?»; «Українська Система», «Національна ідея чи етнічний розбрат?», «Державна мова: засіб єднання чи ворожнечі?», «Право на особисту недоторканність», «Право на повстання».

## Цікаві факти
Виведений під своїм ім'ям в якості одного з героїв п'єси Валерія Ская «Боротьба за душі».

## Нагороди та почесні звання
Заслужений юрист України (Указ Президента України № 659/2003 від 15 липня 2003 р.).

## Родина
Батько — Мучник Геннадій Юхимович (1926—2005)
Мати — Мучник Олена Леонтіївна (1929—2020)

## Основні праці

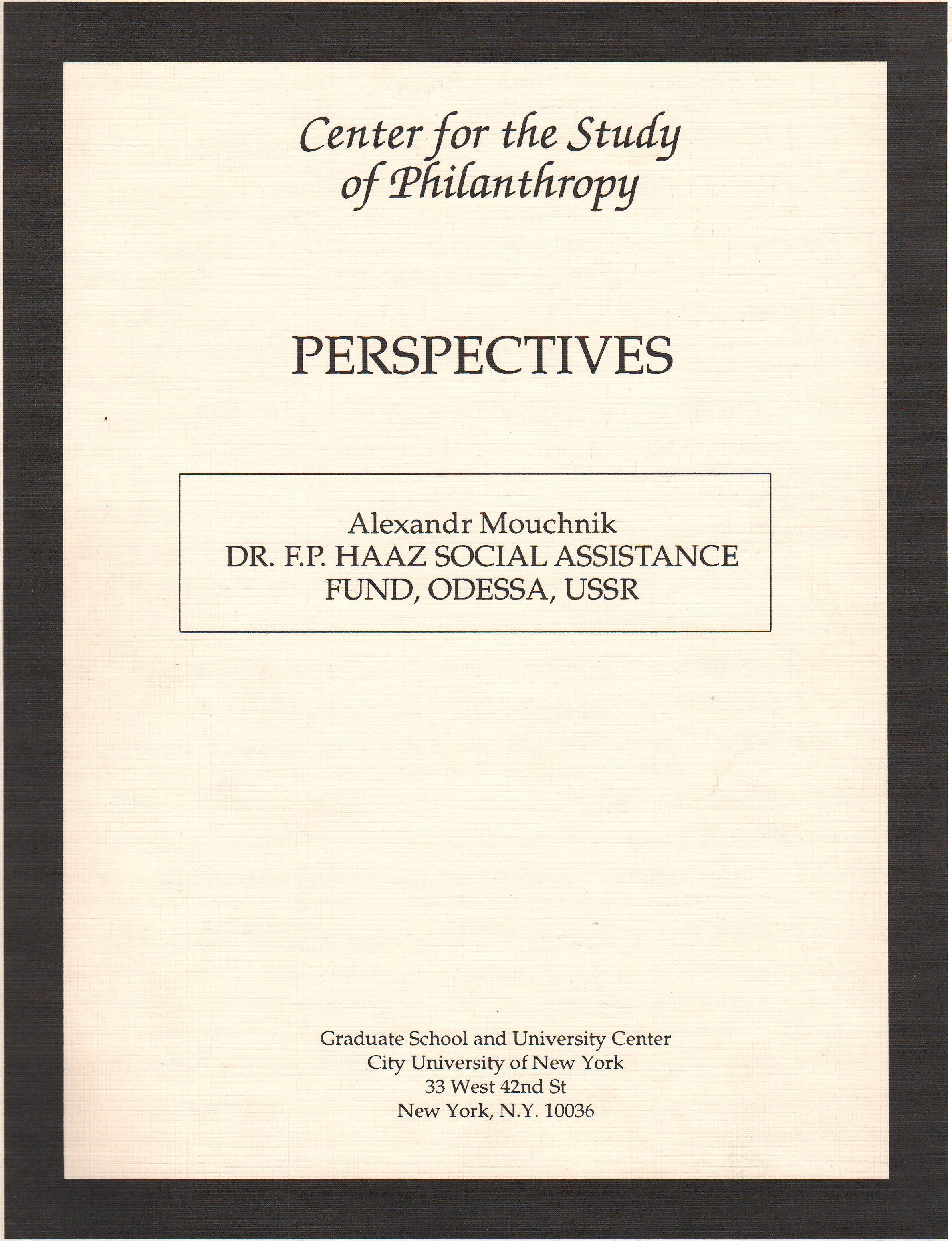

- Брошура про Фонд соціальної допомоги імені доктора Ф. П. Гааза (1991 р., Нью-Йорк, США).
- Проект Хартії міста Одеси [Архівовано 22 січня 2015 у Wayback Machine.]. — Газета «ЮГ», № 106,107 від 20.07.1999 р.
- Проект Закону України «Про громадянське суспільство в Україні» [Архівовано 22 січня 2015 у Wayback Machine.]. — Газета «ЮГ», № 45 від 23.06.2001 р.; Газета «Голос України», № 187 від 11.10.2002 р.
- Концепція вільної економічної зони у місті Одесі шляхом поетапного розповсюдження правового режиму Європейського Союзу на територію міста Одеси як одна з форм інтеграції України до ЄС [Архівовано 28 січня 2015 у Wayback Machine.] — Газета «Порто-Франко», № 31 (569) від 03.08.2001 р.
- Проект Конституції України у новій редакції (2003 р.).
- А. Г. Мучник. «Комментарий к Конституции Украины» (книга первая). — Киев : Парламентское издательство, 2000; 2-е вид. виправ. та доп. 2003. — 400 с. — ISBN 966-611-252-3.
- А. Г. Мучник. Философия достоинства, свободы и прав человека. — Киев : Парламентское издательство, 2009. — 696 с. — ISBN 978-966-611-679-9.

## Публікації
- «Датский принцип» — Газета «День», № 113 від 27.06.2001 р. [Архівовано 24 вересня 2015 у Wayback Machine.]
- Проект концепции: «Свободная экономическая зона в Одессе как этап интеграции Украины в Европейский Союз» — Газета «Порто-Франко», № 31 (569) від 03.08.2001 р. [Архівовано 28 січня 2015 у Wayback Machine.]
- «Президент — адвокат народа» [Архівовано 28 січня 2015 у Wayback Machine.]. — Газета «Голос України», № 181 від 3.10. 2002 р.
- «О пользе референдумов» [Архівовано 27 серпня 2021 у Wayback Machine.]
- «Мы и Конституция: 10 лет порознь». — Газета «День», № 103 від 26.06.2006 р. [Архівовано 24 вересня 2015 у Wayback Machine.]
- «Уроки де Голля: нация и лидер» [Архівовано 1 березня 2022 у Wayback Machine.]
- «Конституционная реформа: цели, алгоритм, формы реализации» [Архівовано 27 серпня 2021 у Wayback Machine.]
- «Выбор формы правления — выбор исторической судьбы» [Архівовано 30 серпня 2021 у Wayback Machine.]
- «По ком звонит колокол?» [Архівовано 14 липня 2015 у Wayback Machine.]. — Газета «Голос України», № 171 від 12.09.2009 р.
- «Что делать». — Інтернет-видання «Українська правда» от 14.12.2009 р. [Архівовано 24 вересня 2015 у Wayback Machine.]
- «Конституционная реформа: авансы и долги» [Архівовано 28 серпня 2021 у Wayback Machine.]
- «Права человека и Верховный Суд Украины» [Архівовано 27 серпня 2021 у Wayback Machine.]
- «Как делать?» [Архівовано 27 серпня 2021 у Wayback Machine.]
- «Возможно ли правосудие в Украине?»
- «Украинская Система». — «Русский журнал» від 8.01.2011 р. [Архівовано 28 січня 2015 у Wayback Machine.]
- «Конституционная реформа: шаг вперед или два назад?». — Інтернет-видання «Українська правда» від 30.03.2011 р. [Архівовано 24 вересня 2015 у Wayback Machine.]
- «Нация и Конституция». — Інтернет-видання «Українська правда» від 24.05.2011 р. [Архівовано 24 вересня 2015 у Wayback Machine.]
- «Суд присяжных». — Інтернет-видання «Українська правда» від 29.05.2011 р. [Архівовано 22 січня 2015 у Wayback Machine.]
- «Порядочность — источник Права». — Інтернет-видання «Українська правда» від 16.06.2011 р. [Архівовано 18 січня 2015 у Wayback Machine.]
- «Мы и Конституция: 20 лет порознь». — Інтернет-видання «Українська правда» від 28.06.2011 р. [Архівовано 24 вересня 2015 у Wayback Machine.]
- «Государство или квазигосударство». — Інтернет-видання «Українська правда» від 1.08.2011 р. [Архівовано 22 січня 2015 у Wayback Machine.]
- «Бремя упущенных возможностей». — Інтернет-видання «Українська правда» від 23.08.2011 р. [Архівовано 28 січня 2015 у Wayback Machine.]
- «Спешите делать добро!». — Інтернет-видання «Українська правда» від 13.12.2011 р. [Архівовано 16 липня 2015 у Wayback Machine.]
- «Приватизация или конфискация?». — Інтернет-видання «Українська правда» від 5.01.2012 р. [Архівовано 28 січня 2015 у Wayback Machine.]
- «Ответим на конфискацию национализацией» [Архівовано 27 серпня 2021 у Wayback Machine.]
- «Национальная идея или этническая рознь?» [Архівовано 27 серпня 2021 у Wayback Machine.]
- «Государственный язык: средство единения или вражды?» [Архівовано 27 серпня 2021 у Wayback Machine.]
- «Унитарная нетерпимость или федеративное добрососедство?» [Архівовано 27 серпня 2021 у Wayback Machine.]
- «Вправе ли судебная власть отменять выбор народа?». — Інтернет-видання «Українська правда» від 16.09.2013 р. [Архівовано 24 вересня 2015 у Wayback Machine.]
- «Право на неприкосновенность человеческого достоинства» — російськомовна версія журналу «Право України» № 2 за 2013 р. [Архівовано 14 грудня 2015 у Wayback Machine.]
- «Право на свободу» //російськомовна версія журналу «Право України» № 3 за 2013 р. [Архівовано 24 квітня 2015 у Wayback Machine.]
- «Право на личную неприкосновенность». — Інтернет-видання «Украинский выбор» від 3.06.2013 р. [Архівовано 23 квітня 2015 у Wayback Machine.]
- «Право на неприкосновенность личной и семейной жизни, жилища и коммуникаций человека». — Інтернет-видання «Украинский выбор» від 25.07.2013 р. [Архівовано 24 квітня 2015 у Wayback Machine.]
- «Право на восстание» [Архівовано 27 серпня 2021 у Wayback Machine.]
- «Завещание Сахарова». — Інтернет-видання «Украинский выбор» від 15.11.2014 р [Архівовано 4 березня 2016 у Wayback Machine.]
- «Первое декабря 1991 года: конституционный договор или политический обман?». — Інтернет-видання «Украинский выбор» від 27.11.2017 р. [Архівовано 20 лютого 2019 у Wayback Machine.]
- «Конституционный договор — 1991: старт или крах правового государства?».  — газета «2000», № 48 за 29.11.2017 р. [Архівовано 12 червня 2018 у Wayback Machine.]